# Ella Mai
Ella Mai Howell (sinh ngày 3 tháng 11 năm 1994) là nữ ca sĩ, nhạc sĩ người Anh. Năm 2014, cô ký hợp đồng với hãng thu âm 10 Summers Records. Album phòng thu đầu tay, Ella Mai, được phát hành vào tháng 10/2018, bao gồm các đĩa đơn "Boo'd Up" và "Trip". Năm 2019, "Boo'd Up" được đề cử giải Grammy ở 2 hạng mục Bài hát của năm và Bài hát R&B xuất sắc nhất.

## Thời thơ ấu
Ella Mai sinh năm 1994, mẹ cô là người Jamaica, cha cô là người Ireland. Cô sinh ra ở London.

## Giải thưởng và đề cử
| Năm  | Giải thưởng                | Hạng mục                                                                | Đối tượng đề cử | Kết quả      |
| ---- | -------------------------- | ----------------------------------------------------------------------- | --------------- | ------------ |
| 2018 | Giải Video âm nhạc của MTV | Song of Summer/Bài hát của mùa hè                                       | "Boo'd Up"      | Đề cử        |
| 2018 | Giải thưởng Âm nhạc Mỹ     | Favorite Song – Soul/R&B/Bài hát nhạc Soul/R&B được yêu thích           | "Boo'd Up"      | Đề cử        |
| 2018 | Giải thưởng Âm nhạc Mỹ     | Favorite Female Artist – Soul/R&B/Nữ nghệ sĩ Soul/R&B được yêu thích    | Chính mình      | Đề cử        |
| 2018 | Giải Soul Train Music      | Best Song of the Year/Bài hát của năm xuất sắc nhất                     | "Boo'd Up"      | Đoạt giải    |
| 2018 | Giải Soul Train Music      | The Ashford & Simpson Songwriter's Award/Giải nhạc sĩ Ashford & Simpson | "Boo'd Up"      | Đoạt giải    |
| 2018 | Giải Soul Train Music      | Best Video of the Year/Video của năm xuất sắc nhất                      | "Boo'd Up"      | Đề cử        |
| 2018 | Giải Soul Train Music      | Best R&B/Soul Female Artist/Nữ nghệ sĩ R&B/Soul xuất sắc nhất           | Chính mình      | Đoạt giải    |
| 2018 | BBC                        | Sound of 2019/Giai điệu của 2019                                        | Chính mình      | Đề cử        |
| 2018 | Metro                      | Ones To Watch 2019/Nghệ sĩ đáng xem 2019                                | Chính mình      | Đề cử        |
| 2019 | Giải Grammy                | Best R&B Song/Bài hát R&B xuất sắc nhất                                 | "Boo'd Up"      | Chưa công bố |
| 2019 | Giải Grammy                | Bài hát của năm                                                         | "Boo'd Up"      | Chưa công bố |
| 2019 | Giải Brit                  | Best Breakthrough Act/Nghệ sĩ mới xuất sắc nhất                         | Chính mình      | Chưa công bố |